# Dingyun
Dingyun (kinesiska: 顶云) är ett stadsdelsdistrikt i sydvästra Kina. Det ligger i det autonoma häradet Guanling i staden Anshun i provinsen Guizhou, omkring 130 kilometer sydväst om provinshuvudstaden Guiyang. Antalet invånare är 23447. Befolkningen består av 11 005 kvinnor och 12 442 män. Barn under 15 år utgör 27,0 %, vuxna 15-64 år 64 %, och äldre över 65 år 7,0 %.